# إنعاش آن

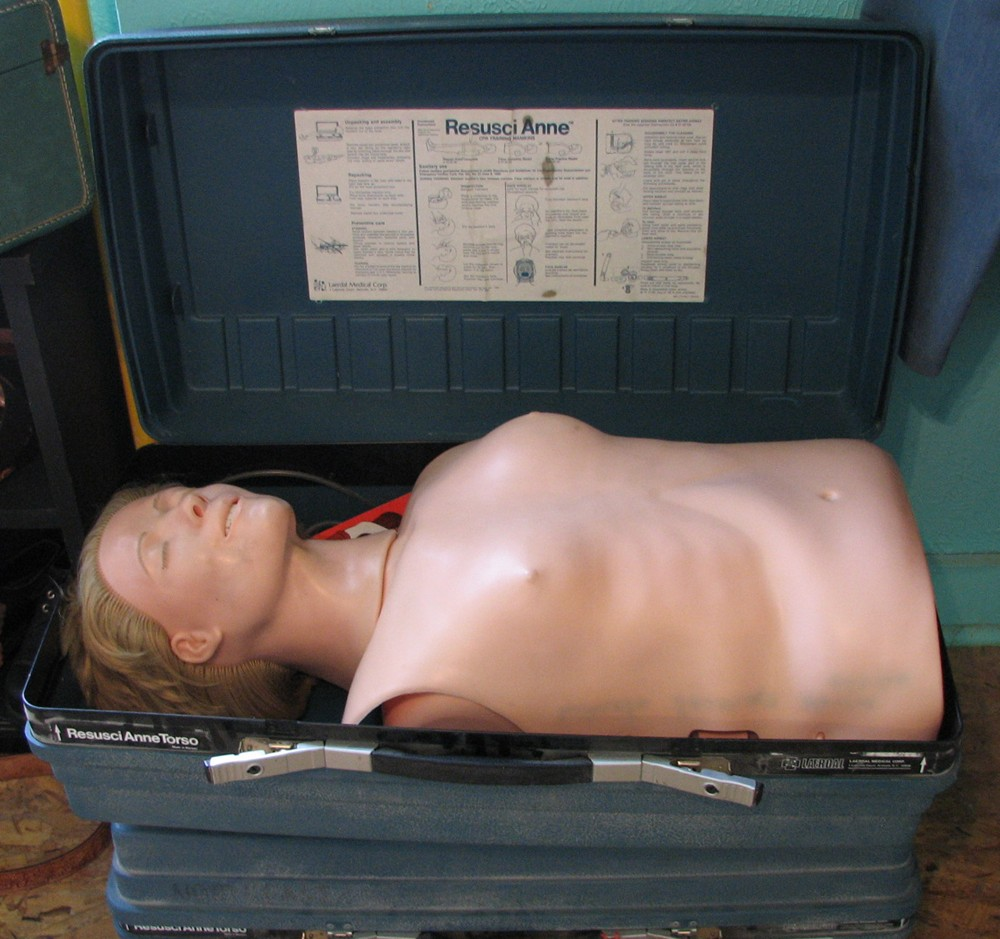
إنعاش آن في علبة تخزين

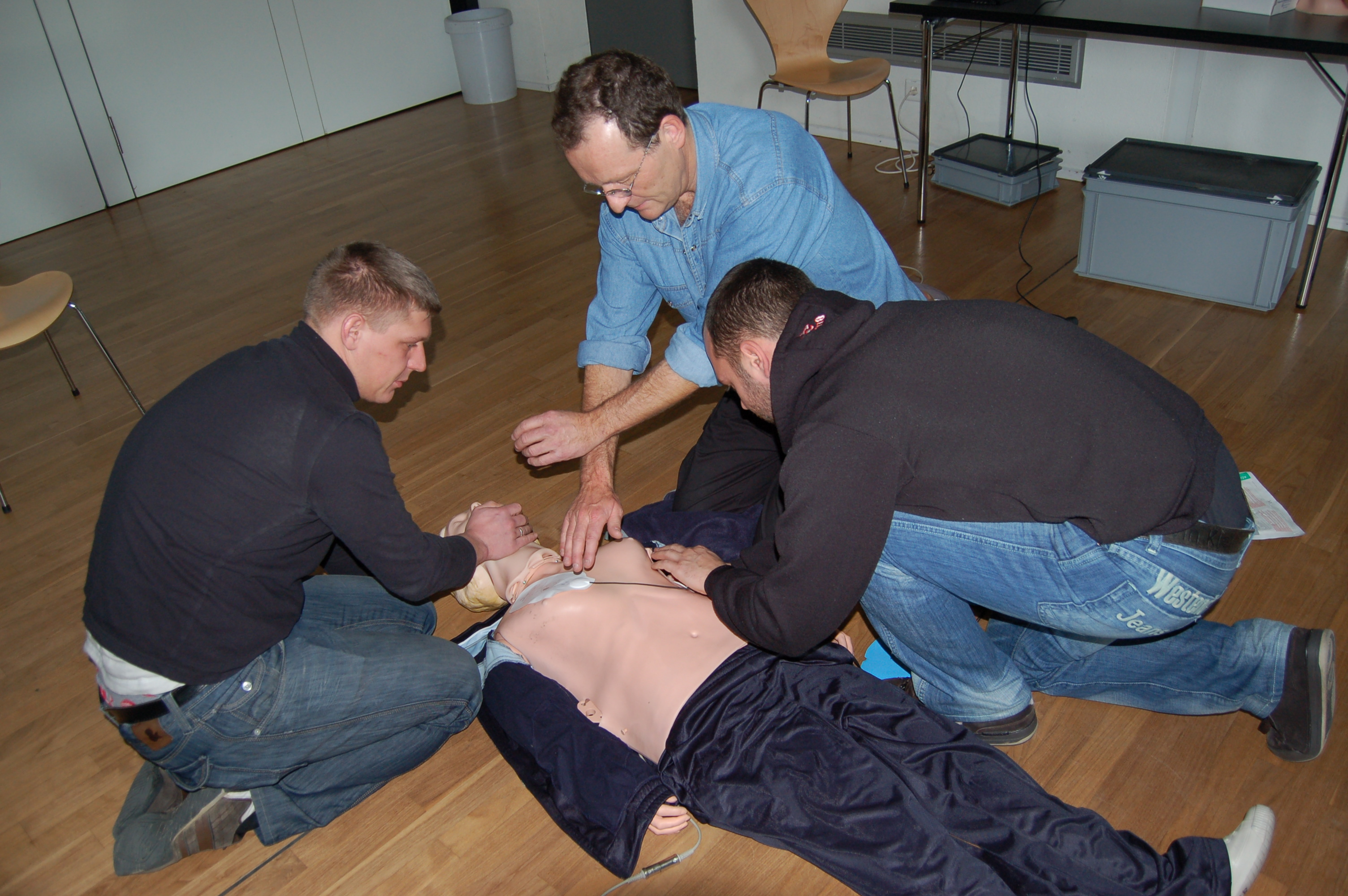
التدرب على استخدام جهاز إزالة الرجفان الخارجي الآلي على جهاز الإنعاش القلبي الرئوي

إن إنعاش (آن Resusci Anne) ، والمعروفة أيضًا باسم إنقاذ آن ، أو إنعاش آني ، أو إنقاذ آني ، أو إنعاش آني ، أو آني الصغيرة ، أو دمية الإنعاش القلبي الرئوي ، هي نموذج لمحاكاة طبية تستخدم لتدريب كل من العاملين في حالات الطوارئ وحتى عامة الناس. تم تطوير Resusci Anne بواسطة صانع الألعاب النرويجي Åsmund S. Lærdal ، والطبيب النمساوي التشيكي بيتر سافار ، والطبيب الأمريكي جيمس إيلام ،    ويتم إنتاجه بواسطة شركة Laerdal Medical .
كان الوجه المميز لـنموذج الدمية مستوحى من L'Inconnue de la Seine (الإنجليزية: المرأة المجهولة من نهر السين)، قناع الموت لامرأة شابة مجهولة الهوية يُقال إنها غرقت في نهر السين في أواخر ثمانينيات القرن التاسع عشر.   اختار صانع الألعاب آسموند إس. ليردال استخدام وجه امرأة على العارضة لأنه اعتقد أن المتدربين الذكور قد يترددون في تقبيل وجه الرجل.  تم نحت الوجه بواسطة النحاتة النرويجية الدنماركية إيما ماثياسن. 
تم تقديم النسخة الأولى من انعاش آن بواسطة الشركة الطبيةLærdal في الندوة الدولية الأولى حول الإنعاش في ستافنجر، النرويج، في عام 1960. وكان بيتر سافار وجيمس إيلام حاضرين في المؤتمر. بعدها مباشرة انضموا معًا إلى الشركة المذكورة من أجل تحسين التصميم. تضمنت الإصدارات اللاحقة محاكاة نبض الشريان السباتي، وبؤبؤ العين الذي يمكن أن يتوسع وينقبض، ونظام لتسجيل أداء المتدرب في عملية الإنعاش على شريط ورقي. 

## في الثقافة الشعبية
كانت لازمة أغنية "آني، هل أنت بخير؟" في أغنية " Smooth Criminal " لمايكل جاكسون مستوحاة من نموذج آن. حيث يتعلم المتدربون قول "آني، هل أنت بخير؟" أثناء ممارسة الإنعاش على الدمية. 